# Dzongkha nyelv
A dzongkha vagy bhutáni nyelv (རྫོང་ཁ་, IPA: dzoŋkʰa) a sino-tibeti nyelvcsaládhoz tartozó tibeti nyelv, mely Bhután hivatalos nyelve és tibeti írással írják. 2013-ban mintegy 640 000 beszélője volt.

## Története
1971 óta hivatalos nyelve a Bhutáni Királyságnak. Leírását George van Driem, a leideni egyetem professzora végezte el 1992-ben, hivatalos felkérésre. Barbara F. Grimes szerint három dialektusa létezik.